# Luís de Molina

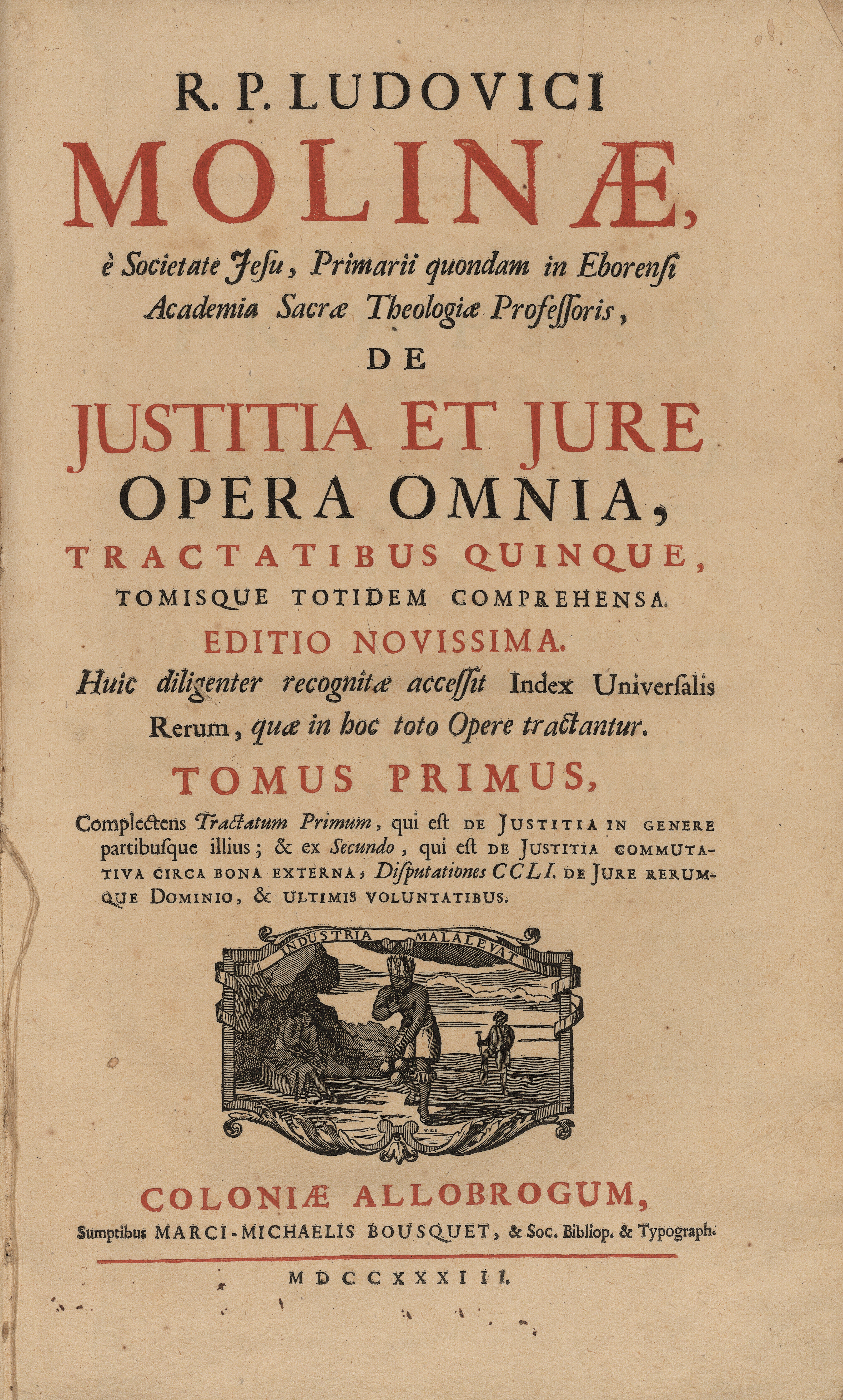
De iustitia et iure, 1733

Luís de Molina (Cuenca, 29 de setembro de 1535 – Madrid, 12 de outubro de 1600) foi um jesuíta, teólogo e jurista espanhol.
Sua doutrina recebe o nome de molinismo (que não deve ser confundido com o molinosismo, de Miguel de Molinos, outro teólogo espanhol).
Luís de Molina estudou Direito na Universidade de Salamanca e Escolástica na de Alcalá. Ingressou na Companhia de Jesus e foi estudar em Universidade de Coimbra, onde começa sua carreira docente, que continua na Universidade de Évora. Foi uma figura destacada da chamada Escola de Salamanca.
Ele e o Dr. Rodrigo Vázquez de Arce, intervieram na crise da sucessão do trono de Portugal, como embaixadores, ao serviço do rei Filipe II de Espanha.

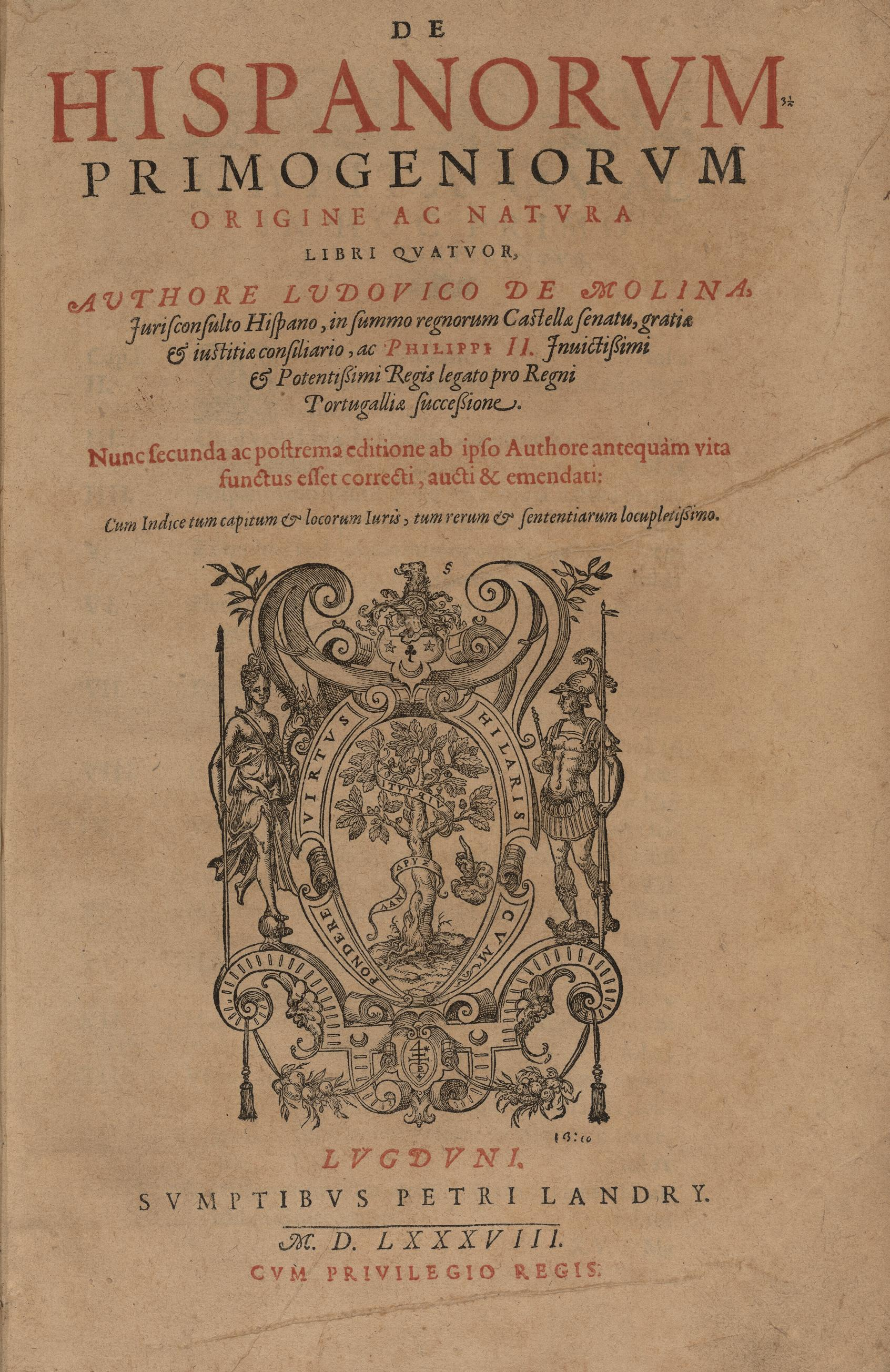
De Hispanorum primogeniorum origine ac natura, 1588
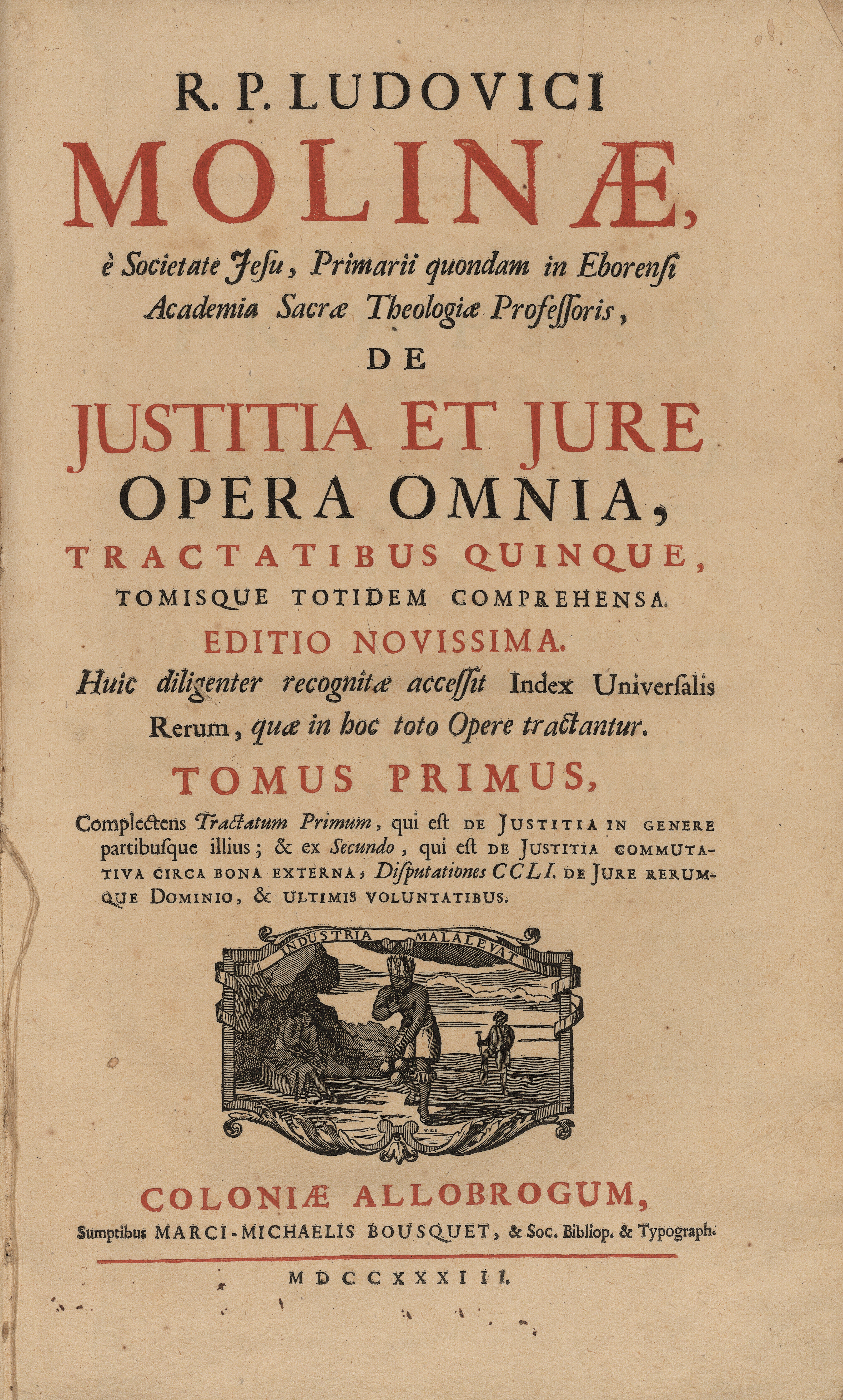
De iustitia et iure, 1733